# Мартин, Фред (футболист)
Фред Мартин (13 мая 1929 — 20 августа 2013) — шотландский профессиональный футболист, который играл на позиции вратаря. Его единственным профессиональным клубом был «Абердин», за который он играл в течение 14 лет. Он также представлял Шотландию на первой для сборной финальной части чемпионата мира в 1954 году.

## Клубная карьера
Первоначально он играл за «Карнуости Панмур» на позиции нападающего, Мартин сменил амплуа на вратаря во время периода службы в армии. Он дебютировал за «Абердин» в матче против «Ист Файф» в 1949/50 сезоне, Мартин забил автогол, когда на последних минутах срезал передачу соперника в свои ворота. Его команда проиграла со счётом 3:1. Тем не менее, он нашёл свою игру и был основным вратарём в течение следующих семи сезонов, он помог «красным» выиграть чемпионат 1954/55 и Кубок шотландской лиги 1955/56. Мартин также участвовал в трёх финалах кубка Шотландии за «красных» (1952/53, 1953/54 и 1958/59), хотя во всех трёх случаях его команда проигрывала. В последние годы своего пребывания на «Питтодри» Мартин стал жертвой череды травм и после всего четырёх игр в течение сезона 1959/60 он ушёл в отставку.

## Карьера в сборной
В 1952 году Мартин был вызван в сборную Шотландской футбольной лиги, и два года спустя он сыграл свой первый полный матч за сборную Шотландии, он закончился победой с минимальным счётом над Норвегией, наряду с Мартином в том матче играли двое его одноклубников: Пэдди Бакли и Джордж Хэмилтон (автор решающего гола). Он был вызван в сборную Шотландии на чемпионат мира 1954 и играл в двух матчах команды, которые завершились поражениями от Австрии (0:1) и Уругвая (0:7). Мартин считался одним из главных виновником масштабного поражения от Уругвая, его непоследовательность была раскритикована прессой. По мнению шотландского футбольного журналиста и историка Боба Крэмпси, «когда у него было настроение, он мог играть очень хорошо, но в противном случае играл именно так, как следовало бы ожидать от правого нападающего, поставленного между стойками».
Мартин был вызван на игры против Венгрии и Англии в конце 1954 и начале 1955 года, но в обоих случаях Шотландия проигрывала (2:4 и 2:7 соответственно), и его международная карьера была закончена. Он пропустил в общей сложности 20 голов в своих шести играх за Шотландию.

## После окончания карьеры
После ухода из футбола Мартин занялся торговлей виски и работал на предприятии «John Dewar & Sons», пока не вышел на пенсию в 1994 году. В 2007 году он стал одним из первых членов Зала славы «Абердина», это был знак признания его достижений и легендарного статуса в клубе. Он умер 20 августа 2013 года в возрасте 84 лет.